# Gåstjärnvalen
Gåstjärnvalen är ett naturreservat i Åre kommun i Jämtlands län.
Området är naturskyddat sedan 2015 och är 223 hektar stort. Reservatet består av gammal granskog och myrmark med två små tjärnar.